# Strata netto
Strata netto – w rachunkowości jest to ujemny wynik finansowy przedsiębiorstwa po uwzględnieniu obowiązkowych zmniejszeń zysku lub zwiększeń straty (głównie podatku dochodowego). Strata netto ustalana jest na koniec okresu sprawozdawczego (miesiąc, kwartał lub rok) poprzez sporządzenie rachunku zysków i strat. 
Pokrycie poniesionej przez przedsiębiorstwo straty netto może nastąpić poprzez obniżenie kapitału podstawowego lub z następujących źródeł:
- kapitału zapasowego,
- dopłat (akcjonariuszy, udziałowców, wspólników – w zależności od formy prawnej jednostki),
- zysku z lat ubiegłych, jeśli nie został wcześniej podzielony,
- zysku lat następnych.

Propozycja sposobu pokrycia straty umieszczana jest w informacji dodatkowej do bilansu.
W księgach rachunkowych jednostki wysokość straty netto jest prezentowana przez saldo Ma konta „Wynik finansowy” do czasu zatwierdzenia sprawozdania finansowego przez właściwy organ jednostki (organ zatwierdzający). 
Warunki rozliczenia podatkowego strat z lat ubiegłych określają ustawy o podatku dochodowym:
- od osób fizycznych
- od osób prawnych.